# Finette

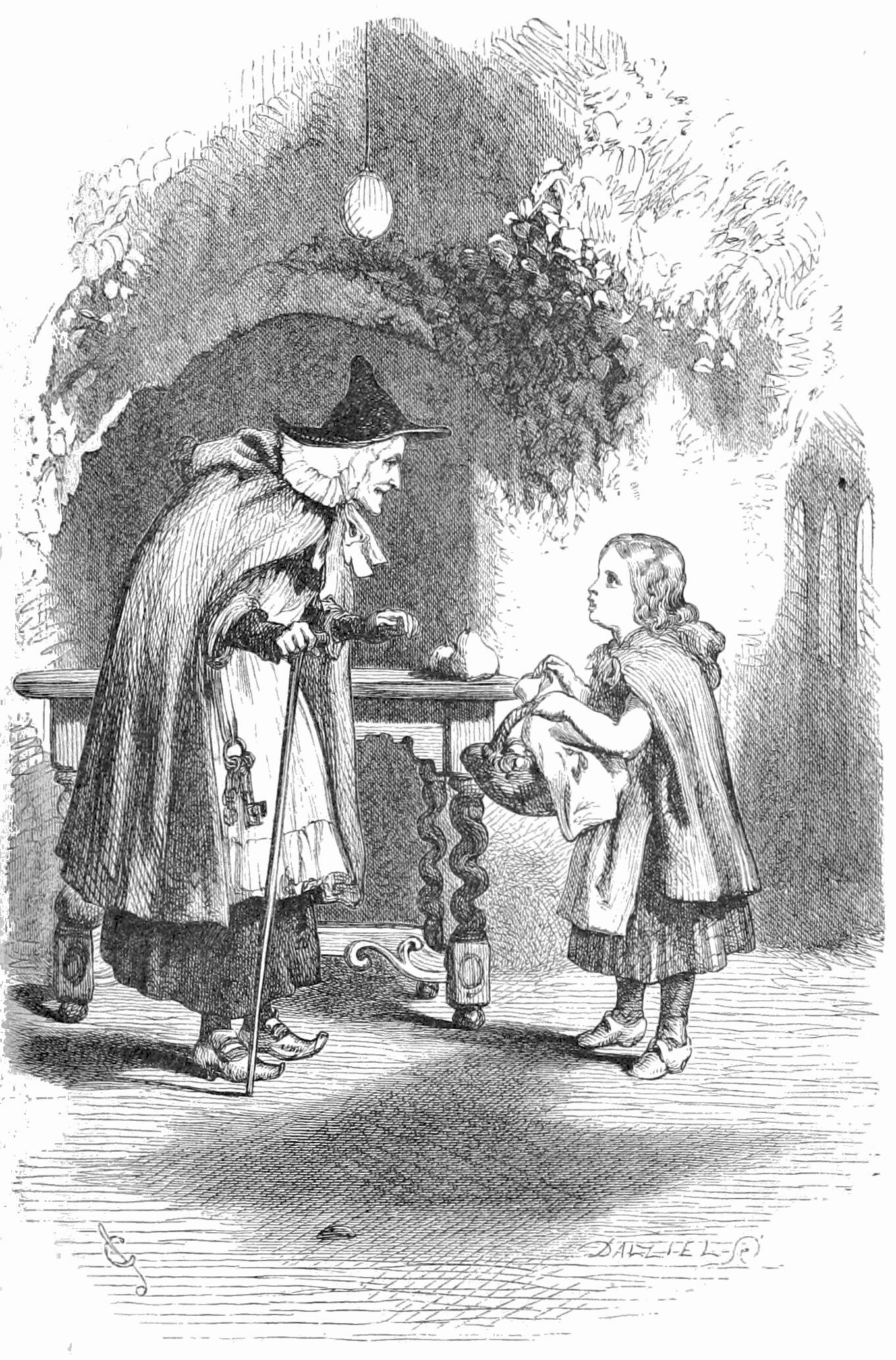
Illustration von John Gilbert, 1856

Finette (Finette cendron) ist ein Feenmärchen (AaTh 327 A, B, 510 A) von Marie-Catherine d’Aulnoy und erschien 1697.

## Inhalt
König und Königin sind verarmt, aus ihrem Reich verjagt und wissen nicht, wovon sie leben sollen. Die Königin will die Töchter wegführen und aussetzen, um sie los zu sein. Finette, die jüngste Tochter belauscht es und sucht Rat bei ihrer Patin, der Blumenfee. Die gibt ihr ein Garn, es unterwegs auszurollen und so den Heimweg zu finden, nachdem die Mutter sie zurückließ. Das zweite Mal gibt sie ihr einen Aschesack, um Spuren zu machen, verbietet ihr aber, die bösen Schwestern wieder mit heimzubringen, und will sie sonst nicht mehr sehen. Die streuen das dritte Mal Erbsen, aber Tauben picken sie auf. Sie schlafen draußen, essen Kohl und Salat und pflanzen eine Eiche, die Finette täglich ersteigt, bis sie ein prächtiges Haus erkennt. Die Schwestern wollen dort Prinzen finden, tragen Finettes schöne Kleider und lassen sie Magd sein. In dem Haus ist aber eine Menschenfresserin, dann kommt ihr Mann. Sie können sie überreden, sie als Mägde zu behalten. Finette lässt den Menschenfresser im Ofen verbrennen und köpft seine Frau, als sie sich frisieren lässt. Nun besuchen die Schwestern immer den Ball des Prinzen, und Finette muss sie daheim bedienen. Einmal findet sie bei der Asche im Kamin einen Schlüssel, der einen magischen Schrank mit schönen Kleidern öffnet. Unerkannt geht sie auch zum Ball, nennt sich „Ascha“, alle bewundern sie. Einmal verliert sie auf dem Heimweg einen Schuh. Der Prinz wird liebeskrank nach der Dame, der er passt. Die Schwestern gehen auch hin. Finette überholt sie auf dem Pferd der Patin. Sie willigt in die Hochzeit ein, die Eltern bekommen ihr Reich wieder, auch die Schwestern nimmt sie auf.

## Bemerkungen

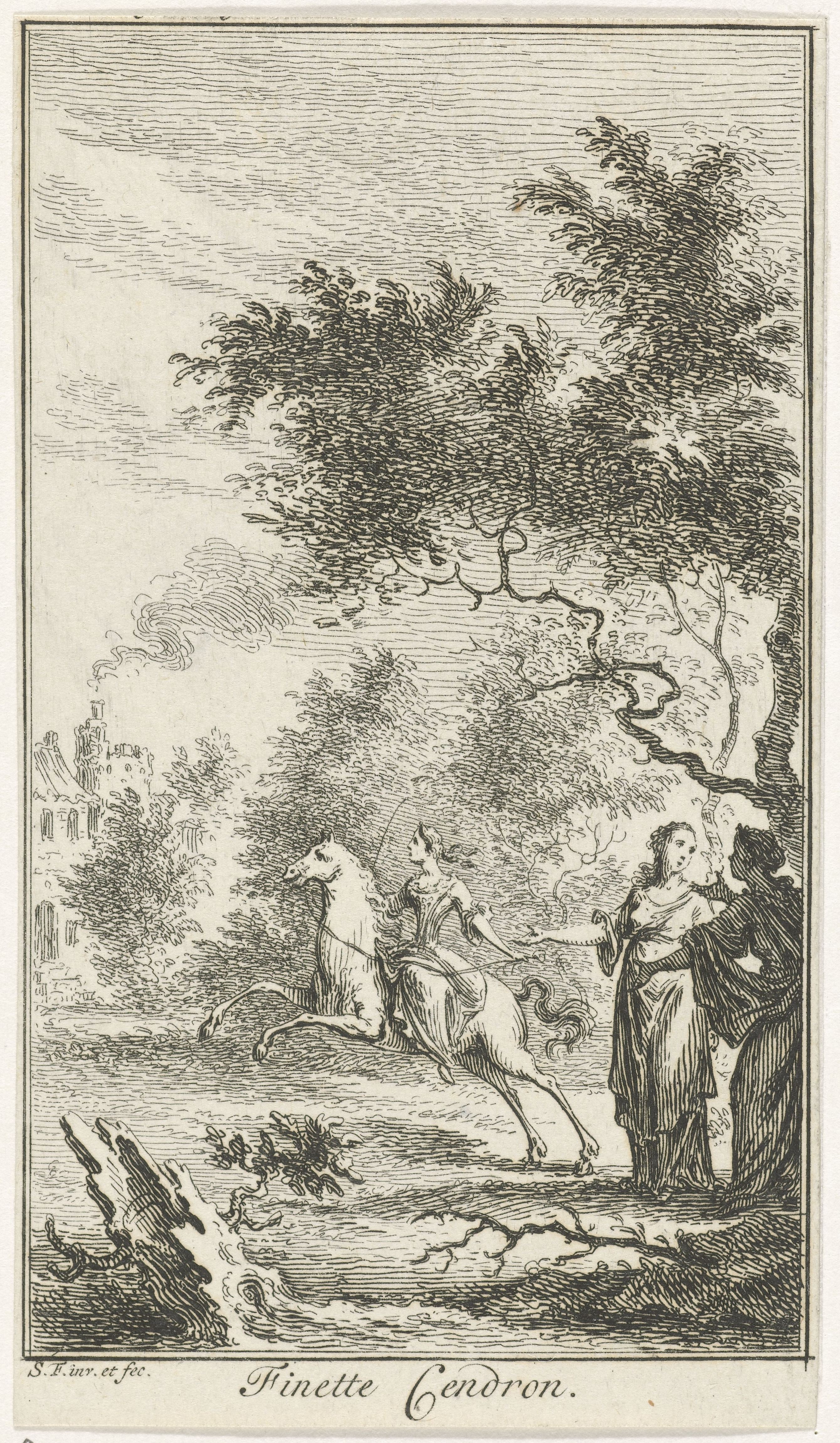

Der Herausgeber der Dausien-Ausgabe zählt Finette mit Der Prinz Kobold, Prinzessin Rosette, Der goldene Zweig, Das gute Mäuschen, Babiole, Der gelbe Zwerg zu den Märchen Aulnoys, die sich weiter von der Volksüberlieferung entfernen.
Der Name „Finette“ bedeutet etwa „die kleine Kluge“, „cendre“ ist Asche. Das Aussetzen der Kinder, auch das Verbrennen im Ofen erinnert heute an Grimms Hänsel und Gretel. Dass der Riese „Menschenfleisch“ riecht, steht auch in Charles Perraults Der kleine Däumling, später in vielen Märchen, Grimms Der Teufel mit den drei goldenen Haaren, Wolfs Die Prinzessin von Tiefenthal, Tabarts Hans und die Bohnenranke. Der Geschwisterkonflikt und die weitere Handlung entspricht Aschenputtel. Das Aschemotiv deutet sich schon eingangs in dem Aschebeutel an, den die Heldin nach dem Ariadnefaden von der guten Fee erhält. Die Brüder Grimm nennen Aulnoys Text in ihrer Anmerkung sowohl zu Hänsel und Gretel als auch zu Aschenputtel.
Laut Marc Soriano sei Finette cendron in Frankreich weniger bekannt als Charles Perraults Der kleine Däumling, verglichen mit Hänsel und Gretel barbarischer und mit spezifisch traditionellen Motiven wie die Eichel, aus der in Tagen eine Eiche wächst, die man ersteigen und Ausschau halten kann.
Laut Walter Scherf entspricht der scharfe Gegensatz zwischen Jüngster und den beiden älteren Geschwistern einer ganzen Gruppe des Erzähltyps AaTh 327 A, den man am besten Die Kinder bei den Menschenfressern nenne und der hier mit AaTh 510 A Aschenputtel verschmolzen ist. Der Zusammenhang mit Martin Montanus’ Erdkühlein, wo das Mädchen den Rauch aus der Hütte erspäht, sei unsicher, klar hingegen der Einfluss über Friedrich Justin Bertuchs Blaue Bibliothek aller Nationen auf Aufzeichnungen der Brüder Grimm.